# Actinoschoenus thouarsii
Actinoschoenus thouarsii là một loài thực vật có hoa trong họ Cói. Loài này được (Kunth) Benth. mô tả khoa học đầu tiên năm 1881.